# 斑鳩町

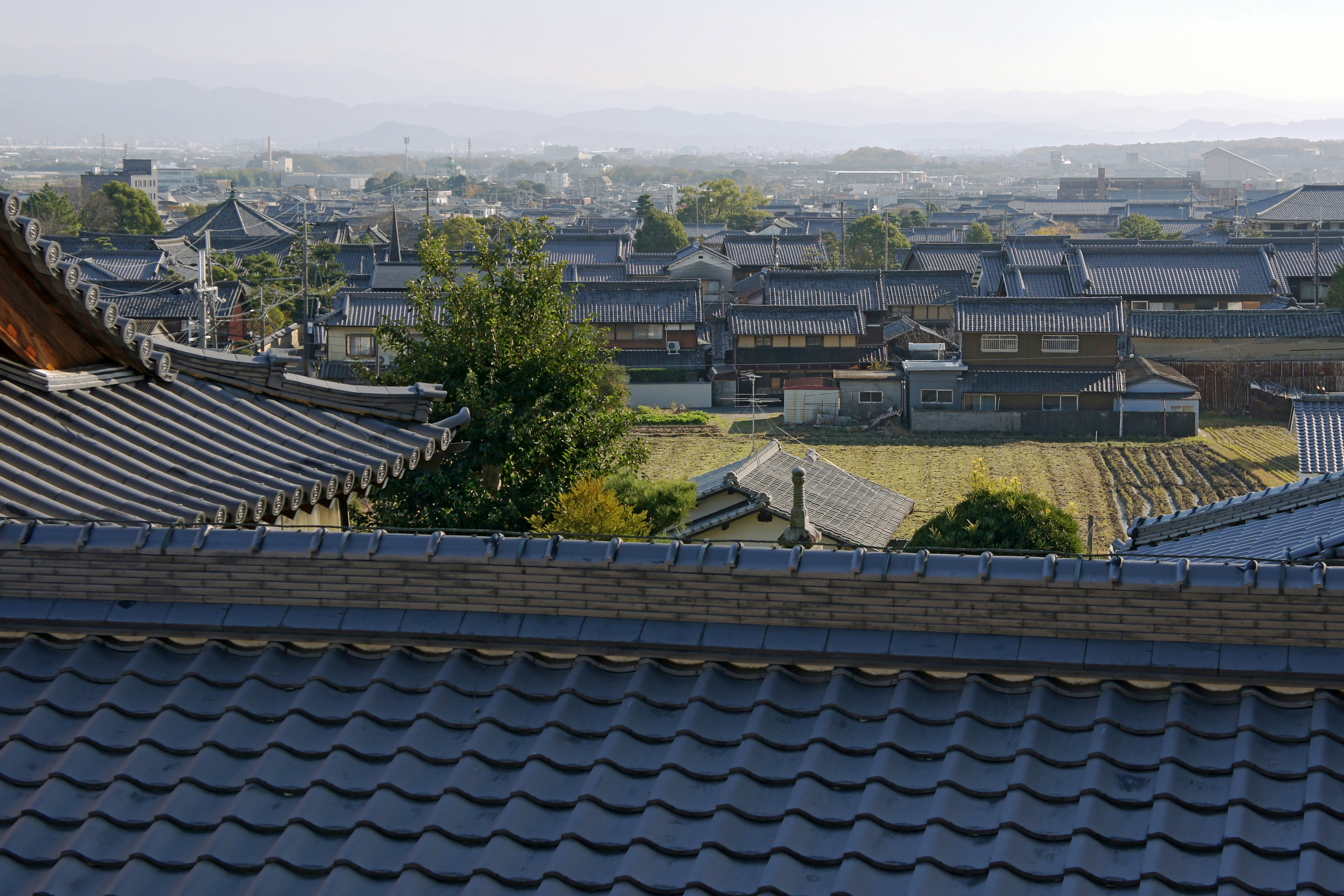
町の風景（斑鳩神社の近くより）

斑鳩町（いかるがちょう）は、奈良県の北西部に位置する町。生駒郡に属す。

## 概要
日本で最初に世界遺産登録された法隆寺など町内には歴史的な社寺や史跡が点在する。法隆寺を中心とする社寺建造物群は歴史景観区域とされ、古都における歴史的風土の保存に関する特別措置法（古都保存法）の指定を受けて歴史的風土保存区域及び歴史的風土特別保存地区が設定されている。
一方、歴史的風土保存区域の南側境界以南の地域を中心に市街地景観区域となっている。大阪のベッドタウンとして昭和30年代後半から宅地開発などの大規模開発が進んでおり、高度地区指定に基づく高さ規制や都市計画法に基づく風致地区の指定も行われている。
町域の東部及び南部の市街化調整区域は田園景観区域とされ、水田を中心とする農地や伝統的農家集落の町並みがみられる。また、町域の最も北に位置する矢田丘陵の北側山林部は自然景観区域とされ、矢田斑鳩近郊緑地保全区域や平群谷環境保全地区がある。

## 地理
斑鳩町は地形的に北部の山林部、中央の丘陵部、南部の平野部に区分される。北部の山林部は生駒山地の一部である矢田丘陵の南端部となっており、松尾山が位置している。町の西側には竜田川が、東側には富雄川が流れる。
斑鳩町は町の全域が大和都市計画区域内に含まれている。衆議院議員選挙の選挙区は「奈良県第2区」、奈良県議会議員選挙の選挙区は「生駒郡選挙区」（定数：3）となっている。

## 歴史
縄文時代の代表的な遺跡に法隆寺の北方に広がる「寺山」の地域で見つかった西里遺跡があり、斑鳩には人々が定住していたと推測されている。起源は明らかでないが、古代信仰と考えられるものに神南地域にある三室山（みむろやま）があり、その社は『延喜式』に記載された式内社の神岳（かむおか）神社となっている。
古墳時代の6世紀後半には、直径50m以上、高さ9mの円墳である藤ノ木古墳が造営された。
飛鳥時代の推古天皇9年（601年）には聖徳太子が斑鳩宮の造営を始めた。その後、推古天皇15年（607年）に斑鳩寺（法隆寺）が建立され、斑鳩は仏教文化の中心地の一つとなり、法隆寺東院の東側には中宮寺が建立された。さらに聖徳太子の長子の山背大兄王によって法輪寺や法起寺の造営が行われた。
江戸時代には片桐且元が斑鳩地域を含む拝領し、龍田村に陣屋を構えた（竜田藩）が、4代の片桐為次に後継がなく廃藩となった。その後は近隣の大名が預かることもあったが、おおむね幕府直轄領として代官が支配した。興留藩（藤井松平氏）が置かれたこともあるが短期間で廃止されている。

### 沿革
- 1947年（昭和22年）2月11日 - 竜田町・法隆寺村・富郷村が合併して発足。
- 2003年（平成15年） - 平群町、三郷町、斑鳩町、安堵町、上牧町、王寺町、河合町合併協議会設置[6]。
- 2005年（平成17年） - 平群町、三郷町、斑鳩町、安堵町、上牧町、王寺町、河合町合併協議会解散[6]。

### 行政区画の変遷
| 明治22年 | 明治24年 | 明治29年 | 昭和22年 | 現在   |
| -------- | -------- | -------- | -------- | ------ |
| 奈良県   |          |          |          |        |
| 平群郡   | 平群郡   | 生駒郡   | 生駒郡   | 生駒郡 |
| 竜田村   | 竜田町   | 竜田町   | 斑鳩町   | 斑鳩町 |
| 法隆寺村 |          |          | 斑鳩町   | 斑鳩町 |
| 富郷村   |          |          | 斑鳩町   | 斑鳩町 |

### 合併問題
生駒郡の安堵町、三郷町、平群町と北葛城郡の王寺町、上牧町、河合町（西和7町）との合併が審議されていた。新市名として「西和市」も選定されていたが、斑鳩町、王寺町、平群町で実施された住民投票の結果、財務状況が良好である斑鳩・王寺両町で反対票が多数となり、両町が合併協議会を離脱。協議会は解散され、合併は白紙となった。

## 人口
| |                                        |  |
| 斑鳩町と全国の年齢別人口分布（2005年） | 斑鳩町の年齢・男女別人口分布（2005年） |  |
| ■紫色 ― 斑鳩町 ■緑色 ― 日本全国 | ■青色 ― 男性 ■赤色 ― 女性              |  |
| 斑鳩町（に相当する地域）の人口の推移 \| 1970年（昭和45年） \| 16,892人 \| \| \| 1975年（昭和50年） \| 20,743人 \| \| \| 1980年（昭和55年） \| 25,754人 \| \| \| 1985年（昭和60年） \| 27,042人 \| \| \| 1990年（平成2年） \| 27,595人 \| \| \| 1995年（平成7年） \| 28,371人 \| \| \| 2000年（平成12年） \| 28,566人 \| \| \| 2005年（平成17年） \| 27,816人 \| \| \| 2010年（平成22年） \| 27,734人 \| \| \| 2015年（平成27年） \| 27,303人 \| \| \| 2020年（令和2年） \| 27,587人 \| \| |                                        |  |
| 総務省統計局 国勢調査より |                                        |  |
| 1970年（昭和45年） | 16,892人                               |  |
| 1975年（昭和50年） | 20,743人                               |  |
| 1980年（昭和55年） | 25,754人                               |  |
| 1985年（昭和60年） | 27,042人                               |  |
| 1990年（平成2年） | 27,595人                               |  |
| 1995年（平成7年） | 28,371人                               |  |
| 2000年（平成12年） | 28,566人                               |  |
| 2005年（平成17年） | 27,816人                               |  |
| 2010年（平成22年） | 27,734人                               |  |
| 2015年（平成27年） | 27,303人                               |  |
| 2020年（令和2年） | 27,587人                               |  |

平成22年国勢調査(速報値)より前回調査からの人口増減をみると、0.31％減の27,731人であり、増減率は県内39市町村中7位。
奈良県統計

- 2007年10月1日現在 :　27,602人
- 人口増加率（2002年→2007年） : -2.7%

## 地域

### 町名等
斑鳩町では、一部の区域で住居表示に関する法律に基づく住居表示が実施されている。
| 町名               | 町名の読み           | 住居表示実施年月日                                | 住居表示実施直前の町名                                                             | 備考           |
| ------------------ | -------------------- | ------------------------------------------------- | ---------------------------------------------------------------------------------- | -------------- |
| 大字阿波           | あわ                 | 未実施                                            |                                                                                    |                |
| 阿波一〜三丁目     | あわ                 | 1977年8月1日                                      | 大字阿波の一部                                                                     |                |
| 阿波一〜三丁目     | あわ                 | 1986年11月4日、大字阿波の一部を阿波一丁目に編入。 |                                                                                    |                |
| 大字五百井         | いおい               | 未実施                                            |                                                                                    |                |
| 五百井一丁目       | いおい               | 1977年8月1日                                      | 大字五百井、大字龍田、大字稲葉車瀬の各一部                                         |                |
| 大字稲葉車瀬       | いなばくるませ       | 未実施                                            |                                                                                    |                |
| 稲葉車瀬一・二丁目 | いなばくるませ       | 1979年11月1日                                     | 大字稲葉車瀬、大字龍田、大字小吉田の各一部                                         |                |
| 稲葉西一・二丁目   | いなばにし           | 1983年11月7日                                     | 大字稲葉車瀬、大字龍田、大字神南の各一部                                           |                |
| 岡本               | おかもと             | 未実施                                            |                                                                                    |                |
| 興留一〜十丁目     | おきどめ             | 1977年8月1日（一〜九）                            | 大字興留、大字阿波、大字法隆寺、大字五百井の各一部                                 |                |
| 興留一〜十丁目     | おきどめ             | 1996年11月5日（八（編入）・十）                   | 大字興留、大字阿波、大字目安の各一部                                               |                |
| 興留東一丁目       | おきどめひがし       | 1977年8月1日                                      | 大字興留、大字阿波の各一部                                                         |                |
| 大字幸前           | こうぜん             | 未実施                                            |                                                                                    |                |
| 幸前一・二丁目     | こうぜん             | 1986年11月4日                                     | 大字幸前、大字法隆寺、大字東福寺の各一部                                           |                |
| 大字小吉田         | こよしだ             | 未実施                                            |                                                                                    |                |
| 小吉田一・二丁目   | こよしだ             | 1979年11月1日                                     | 大字小吉田、大字五百井、大字龍田、大字稲葉車瀬の各一部                             |                |
| 大字神南           | じんなん             | 未実施                                            |                                                                                    |                |
| 神南一〜五丁目     | じんなん             | 1979年11月1日（一）                               | 大字神南の一部                                                                     |                |
| 神南一〜五丁目     | じんなん             | 1983年11月7日（二〜五）                           | 大字神南、大字稲葉車瀬の各一部                                                     |                |
| 大字高安           | たかやす             | 未実施                                            |                                                                                    |                |
| 高安一・二丁目     | たかやす             | 1986年11月4日                                     | 大字高安の一部                                                                     |                |
| 高安西一丁目       | たかやすにし         | 1986年11月4日                                     | 大字高安、大字法隆寺の各一部                                                       |                |
| 大字龍田           | たつた               | 未実施                                            |                                                                                    | 大字目安内飛地 |
| 龍田一〜四丁目     | たつた               | 1979年11月1日                                     | 大字龍田、大字法隆寺、大字稲葉車瀬の各一部                                         |                |
| 龍田北一〜六丁目   | たつたきた           | 1979年11月1日（一〜五）                           | 大字龍田、大字法隆寺の各一部                                                       |                |
| 龍田北一〜六丁目   | たつたきた           | 1983年11月7日（六）                               | 大字龍田の一部                                                                     |                |
| 龍田西一〜八丁目   | たつたにし           | 1983年11月7日                                     | 大字龍田、大字稲葉車瀬の各一部                                                     |                |
| 龍田南一〜六丁目   | たつたみなみ         | 1979年11月1日                                     | 大字龍田、大字法隆寺、大字小吉田、大字稲葉車瀬、大字五百井の各一部                 |                |
| 東福寺一丁目       | とうふくじ           | 1986年11月4日                                     | 大字東福寺、大字法隆寺の各一部                                                     |                |
| 大字服部           | はっとり             | 未実施                                            |                                                                                    |                |
| 服部一・二丁目     | はっとり             | 1977年8月1日                                      | 大字服部、大字五百井、大字興留、大字法隆寺の各一部                                 |                |
| 大字法隆寺         | ほうりゅうじ         | 未実施                                            |                                                                                    |                |
| 法隆寺一・二丁目   | ほうりゅうじ         | 1986年11月4日                                     | 大字法隆寺の一部                                                                   |                |
| 法隆寺北一・二丁目 | ほうりゅうじきた     | 1986年11月4日                                     | 大字法隆寺、大字三井の各一部                                                       |                |
| 法隆寺山内         | ほうりゅうじさんない | 1986年11月4日                                     | 大字法隆寺の一部                                                                   | 法隆寺         |
| 法隆寺西一〜三丁目 | ほうりゅうじにし     | 1986年11月4日                                     | 大字法隆寺の一部                                                                   |                |
| 法隆寺東一・二丁目 | ほうりゅうじひがし   | 1986年11月4日                                     | 大字法隆寺、大字東福寺の各一部                                                     |                |
| 法隆寺南一〜三丁目 | ほうりゅうじみなみ   | 1986年11月4日                                     | 大字法隆寺、大字東福寺、大字阿波、大字五百井、大字高安、大字興留、大字龍田の各一部 |                |
| 大字三井           | みい                 | 未実施                                            |                                                                                    |                |
| 大字目安           | めやす               | 未実施                                            |                                                                                    |                |
| 目安一〜四丁目     | めやす               | 1996年11月5日                                     | 大字目安、大字阿波の各一部                                                         |                |
| 目安北一〜三丁目   | めやすきた           | 1996年11月5日                                     | 大字目安、大字興留、大字服部の各一部                                               |                |

### 郵便
郵便の集配は斑鳩町全域とも王寺郵便局が担当している。なお、郵政事業の民営化以前は竜田郵便局（竜田南）が集配特定郵便局として「636-01xx」区域（斑鳩町全域）の集配業務を担当していたが、2007年2月5日付で王寺郵便局に移管、現在は窓口業務のみとなっている。

## 行政

### 議会
定数:13

## 経済

### 商業施設
- イオンいかるが店（龍田西）
- Joshin 斑鳩店（龍田西）
- 万代 法隆寺店（興留）
- 業務スーパー 法隆寺店（龍田南）→平群町に移転
- クスリのアオキ 斑鳩店（龍田西）
- クスリのアオキ 法隆寺店（法隆寺南）

### 金融機関
- 南都銀行 法隆寺支店（龍田南）

※その他、斑鳩町役場内と万代法隆寺店内に同行の ATM を設置。
- 奈良中央信用金庫 法隆寺支店（興留）

2015年までは、近畿大阪銀行 いかるが出張所（有人出張所）も営業していた。

### 農業協同組合
- 奈良県農業協同組合（JAならけん）
  - 総括斑鳩支店（龍田南）
※郡山・生駒地区（生駒市・大和郡山市・平群町・斑鳩町・安堵町・三郷町・王寺町・河合町・上牧町）の総括支店。
  - 斑鳩支店（小吉田）

### 日本郵政グループ
（2014年6月現在）
- 日本郵便株式会社
  - 法隆寺郵便局（法隆寺）
  - 竜田郵便局（龍田南） - 元集配局。ゆうちょ銀行ATMのホリデーサービス実施局。
  - 斑鳩興留郵便局（興留）
  - イオンいかるが内簡易郵便局（龍田西）

前述のとおり、斑鳩町全域（「636-01xx」区域）の集配業務は王寺郵便局が担当している。

## 教育

### 高等学校
- 県立法隆寺国際高等学校（旧：県立斑鳩高等学校）（高安）　※2005年度（平成17年度）入学生徒より県立片桐高等学校（大和郡山市）を吸収合併して現校名に。

### 中学校
- 斑鳩町立斑鳩中学校（龍田北）
- 斑鳩町立斑鳩南中学校（目安北）

### 小学校
- 斑鳩町立斑鳩小学校（法隆寺南）
- 斑鳩町立斑鳩東小学校（法隆寺南）
- 斑鳩町立斑鳩西小学校（神南）

## 交通機関

### 鉄道
- 西日本旅客鉄道（JR西日本）
  - 関西本線（大和路線）：（王寺町） - 法隆寺駅 - （大和郡山市）

### バス
- 奈良交通（三室山下～中宮寺前、中宮寺前～法起寺前、中宮寺前～幸前口）
- 夜行高速バスやまと号（京成バスと共同運行）
  - 法隆寺バスセンター⇔本厚木駅・横浜駅・京成上野駅・西船橋駅・海浜幕張駅
- 斑鳩町コミュニティバス

### 道路

#### 一般国道
- 国道25号
  - いかるがパークウェイ
- 国道168号

#### 県道
- 主要地方道
  - 奈良県道5号大和高田斑鳩線
  - 奈良県道9号奈良大和郡山斑鳩線
- 一般県道
  - 奈良県道108号大和郡山広陵線
  - 奈良県道109号天理斑鳩線
  - 奈良県道146号法隆寺線
  - 奈良県道195号王寺三郷斑鳩線
  - 奈良県道236号信貴山線
  - 奈良県道266号奈良西の京斑鳩自転車道線

## 名所・旧跡・観光・祭事・催事

### 名所・旧跡

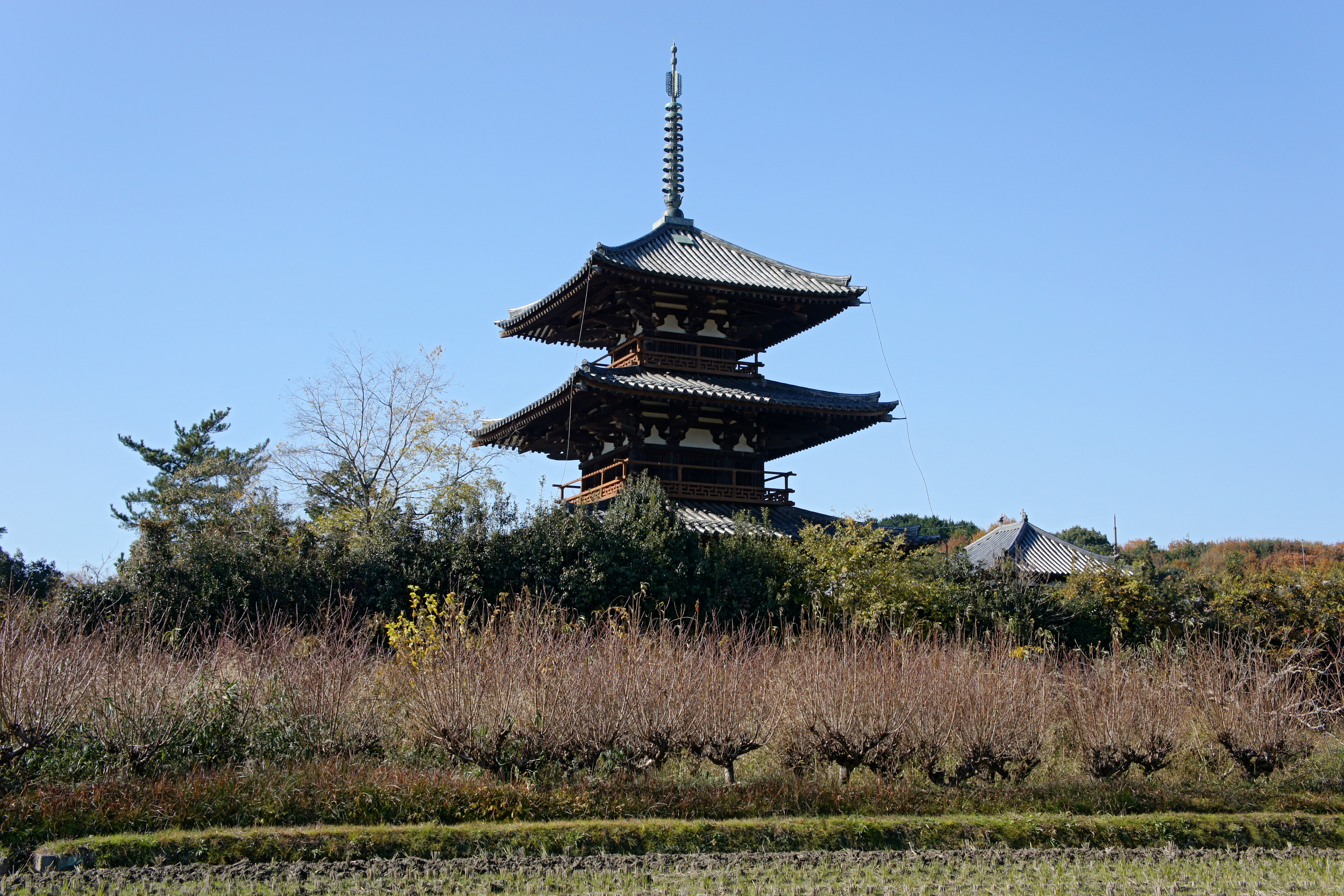
法隆寺 - 法隆寺地域の仏教建造物（世界遺産）
- 法起寺 - 法隆寺地域の仏教建造物（世界遺産）
- 中宮寺
- 法輪寺
- 吉田寺
- 融念寺
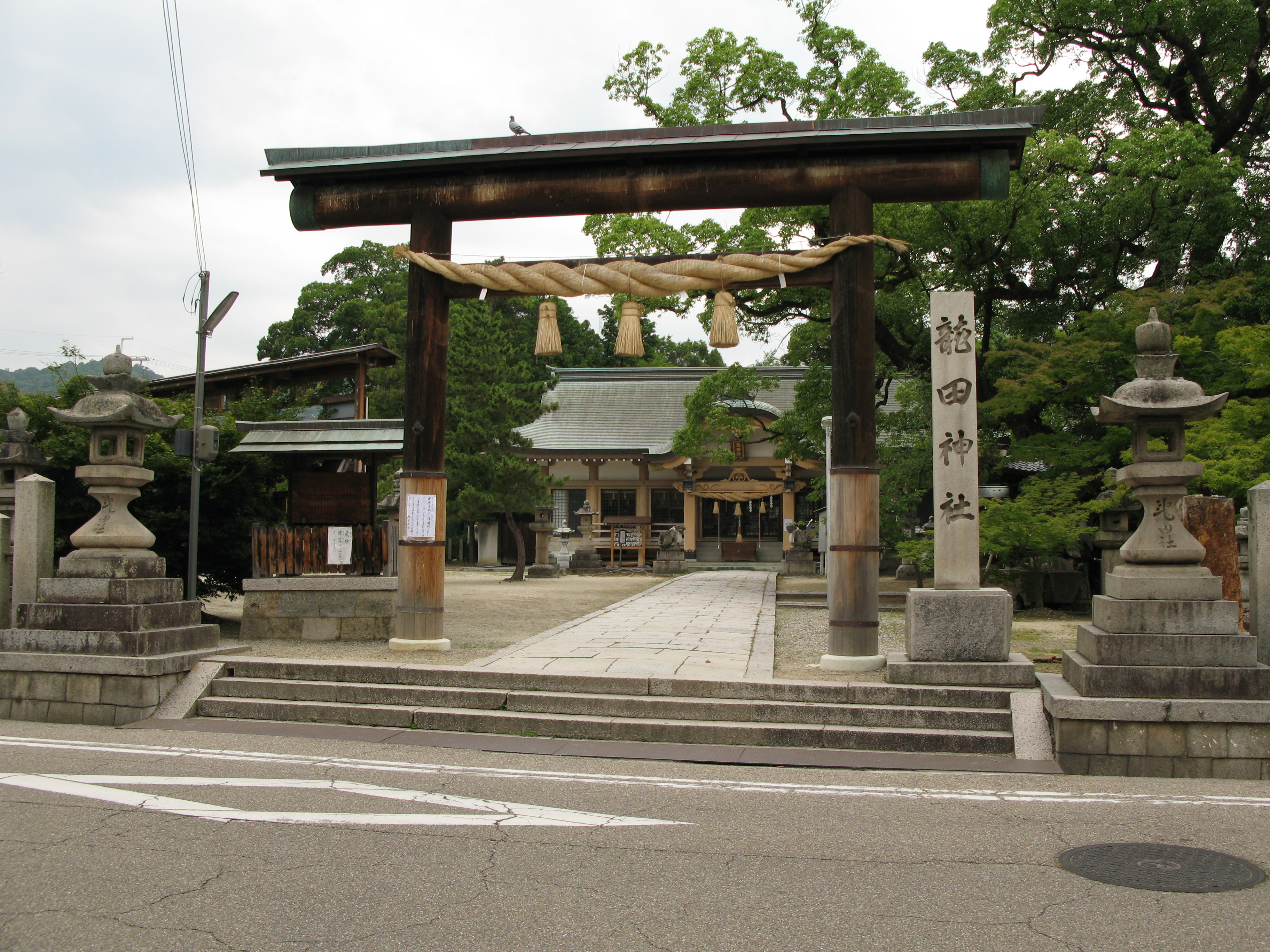
斑鳩神社
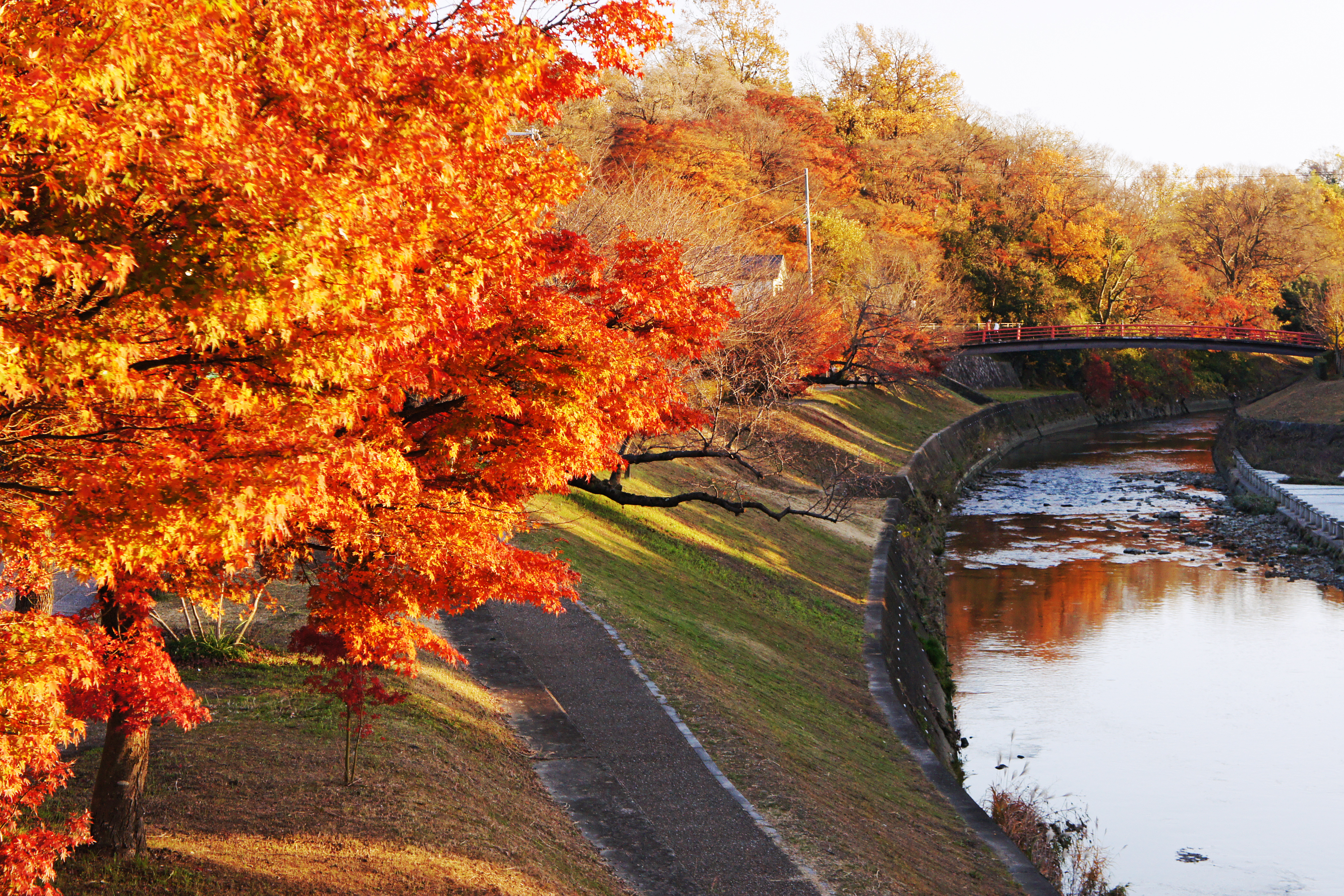
奈良県立竜田公園

- 龍田神社
- 神岳神社
- 三室山
- 竜田川
- 上宮遺跡公園

- 世界遺産 法起寺
- 龍田神社
- 奈良県立竜田公園

古墳
- 藤ノ木古墳[9]（国史跡）
- 仏塚古墳（県史跡）
- 駒塚古墳（町史跡）
- 調子丸古墳（町史跡）
- 瓦塚古墳群
- 斑鳩大塚古墳
- 舟塚古墳
- 春日古墳
- 竜田御坊山古墳群（消滅）
- 神代古墳
- 甲塚古墳
- 岡原古墳（富郷陵墓参考地）

など多数。

## 出身者
- 桜花昇ぼる（元OSK日本歌劇団）
- 鍵本輝（Lead）
- 高田聖子（女優）
- 東樋口徹（画家）
- 曽谷龍平（プロ野球選手・オリックスバファローズ）

## 斑鳩町を舞台にした作品
- 「旅愁〜斑鳩にて〜」 - 1977年9月、歌手・布施明が斑鳩町付近をテーマにした「旅愁〜斑鳩にて〜」をシングル発売。同年末の『第28回NHK紅白歌合戦』でも歌唱披露した。